# Haematopinus oliveri
Haematopinus oliveri är en insektsart som beskrevs av Gaurav K. Mishra och Singh 1978. Haematopinus oliveri ingår i släktet Haematopinus och familjen hovdjurslöss. IUCN kategoriserar arten globalt som akut hotad. Inga underarter finns listade i Catalogue of Life.